# Kontrakultura
Kontrakultura (engl. counterculture) ili protivkultura je radikalno negativna potkultura, odnosno njen negativni aspekt. Ona zapravo predstavlja destruktivni pokret koji ima za cilj rušenje postojećih vrednosti do kojih je društvena zajednica došla. Čini je skup vrednosti, radikalno suprotstavljen glavnim vrednostima dominantne kulture. Ona se zalaže za drugačije načine života, drugačije oblike porodice, drugačije forme rada i „ne-karijerizam” kao način odnosa prema radu i životu.

## Karakteristike
Za razliku od potkultura koje mogu relativno mirno koegzistirati sa vrednostima vladajuće kulture, vrednosti kontrakulture su im potpuno suprotstavljene i teže njihovom ukidanju.
Kontrakulturna omladina se suprotstavlja vladajućoj kulturi i politici na razne načine; protestima, marševima, svirkama, proglasima, grafitima, načinom života. Kontrakultura razvija svoje alternativne „institucije“: andergraund štampu (vidi fanzini), komune, skvotove, alternativne kulturne i socijalne centre, zadruge. Jedan broj kulturologa smatra da je protivkultura obavezan deo potkulture mladih. Ona dovodi u pitanje celokupan sistem postojećih vrednosti.
Edgar Moreno smatra da protivkultura nije odgovor samo na obaveze koje nameće savremeno društvo, kao što je zaposlenje, već i na samu organizaciju društva (kapitalizam, birokratija, tehnokratija) i njegovo moralno ustrojstvo (hijerarhija, inhibicija, represija). Međutim, kontrakultura uglavnom ne uspeva da u potpunosti ostvari svoj alternativni koncept življenja, s obzirom da ne može zahvatiti društvo u celini već samo neke aspekte društvenog života. Ona najčešće zahvata područja tzv. duhovne kulture (poezije, muzike, pozorišta, slikarstva, alternativne umetnosti uopšte) ne zahvatajući pri tome celokupnost načina proizvodnje života (ekonomske i političke strukture).

## Istorijat
Kontrakultura, kakvu danas poznajemo, je nastala u SAD u decenijama posle II svetskog rata (iako Arnold Tojnbi piše o hipicima u starom Rimu), kao odgovor na rastuće socijalne nejednakosti, nepravde američkog kapitalističkog sistema i rata u Vijetnamu. Nasuprot tome, američki sociolog Rošak (Roszak) smatra da je kontrakultura samo omladinski bunt protiv kulture odraslih.
Kontrakultura 1960-ih u najširem smislu obuhvata pokret bitnika, novu levicu, hipi pokret, antiratni i pacifistički pokret, feminizam, seksualnu revoluciju, pokrete za gej i lezbejska prava, anarho-komune, ekološki pokret, esid kulturu i rok muziku, iako rok muzikom počinje prelazak od kontrakulture ka masovnoj kulturi. Vremenom rok muzika postaje sve više etablirana tako da muziku kontrakulture 1980-ih predstavlja pank.
Iako je kontrakultura 1960-ih predstavljala politički promašaj (nije ostvarila željenu promenu sveta) ona je znatno uticala na liberalizaciju mnogobrojnih sfera života.

## Primeri
U zapadnim zemljama se oko 1955. godine obrazovao pokret mladih za koji se pretpostavlja da je bio pod uticajem filmova Džemsa Dina i Marlona Branda kao što su „Buntovnik bez razloga“ i „Divljak“. Ovaj pokret su činili mladi iz tzv. srednjih društvenih slojeva i borili su se protiv sveta odraslih u želji da pronađu nove vrednosti.
Roman Entoni Berdžisa i istoimeni film „Paklena pomorandža“ koji je režirao Stenli Kjubrik 1971. godine izazvali su nagli porast kriminala među omladinom prema tadašnjim policijskim izveštajima. Svuda su mogli da se vide dečaci obučeni po uzoru na glavne junake - sa polucilindrima, kišobranima i dugačkim trepavicama kako maltretiraju maloletnike. Berdžisa su optuživali da je podsticao mlade na strašne seksualne zločine, a Kjubrik je zbog protesta povukao pravo prikazivanja filma u Engleskoj.

## Literatura
- Roszak, Theodore (1978) Kontrakltura, Zagreb, Naprijed.
- Sen-Žan-Polen, Kristijana (1999) Kontrakultura, Beograd, Clio.
- Беляев, И. А. Культура, субкультура, контркультура / И. А. Беляев, Н. А. Беляева // Духовность и государственность. Сборник научных статей. Выпуск 3; под ред. И. А. Беляева. — Оренбург: Филиал УрАГС в г. Оренбурге, 2002. — С. 5-18.